# Frank E. Hughes
Frank Edgar Hughes (14 de junho de 1893 — 26 de abril de 1947) é um diretor de arte estadunidense. Venceu o Oscar de melhor direção de arte na edição de 1947 por Anna and the King of Siam, ao lado de William S. Darling, Lyle R. Wheeler e Thomas Little.